# Ubuntu Touch
Ubuntu Touch （ウブントゥ タッチ）は、 Ubuntuをもとにして作られた、モバイルオペレーティングシステム(OS)である。
現在はUBports(ユービーポーツ)コミュニティによって開発されている。   ユーザーインターフェイスはQtで記述されている。主にスマートフォンやタブレットコンピューターなどのタッチスクリーンモバイルデバイス向けに設計されている。しかし当初の目標は、最終的に、Ubuntu Touch をノートパソコン、デスクトップ、IoTデバイス、テレビ、スマートウォッチなど、様々な端末に導入し、統一された使用感を生み出すことだった。
プロジェクトはカノニカルによって開始されたが、 マーク・シャトルワース(Ubuntuの創始者)は、2017年4月5日に、市場の関心が無くなったため、カノニカルがサポートを終了することを発表した。  その後、コミュニティプロジェクトとして、UBportsが採用された。  UBportsプロジェクトは、2015年にMariusGripsgardによって開始され、ソースコードは現在 存在するUBports財団に転送された。 UBportsの使命は、Ubuntu Touch の共同開発をサポートし、その普及を促進することである。

## 歴史
UbuntuTouchプロジェクトは2011年に始まった。
2011年10月31日にマーク・シャトルワースは、 Ubuntu 14.04までに、Ubuntuがスマートフォン、タブレット、スマートTV 、その他のスマートスクリーン（車のカーオーディオやスマートウォッチなど）をサポートすることを目標として発表したが 、いくつかのスマートフォンや、1つのタブレット、およびマニアがOSを移植したサードパーティ製デバイスしか、サポートされていない。
2013年1月2日に電話用のUbuntuプラットフォームが発表された。 
2013年2月21日にUbuntu Touch Developer Preview がリリースされた。 

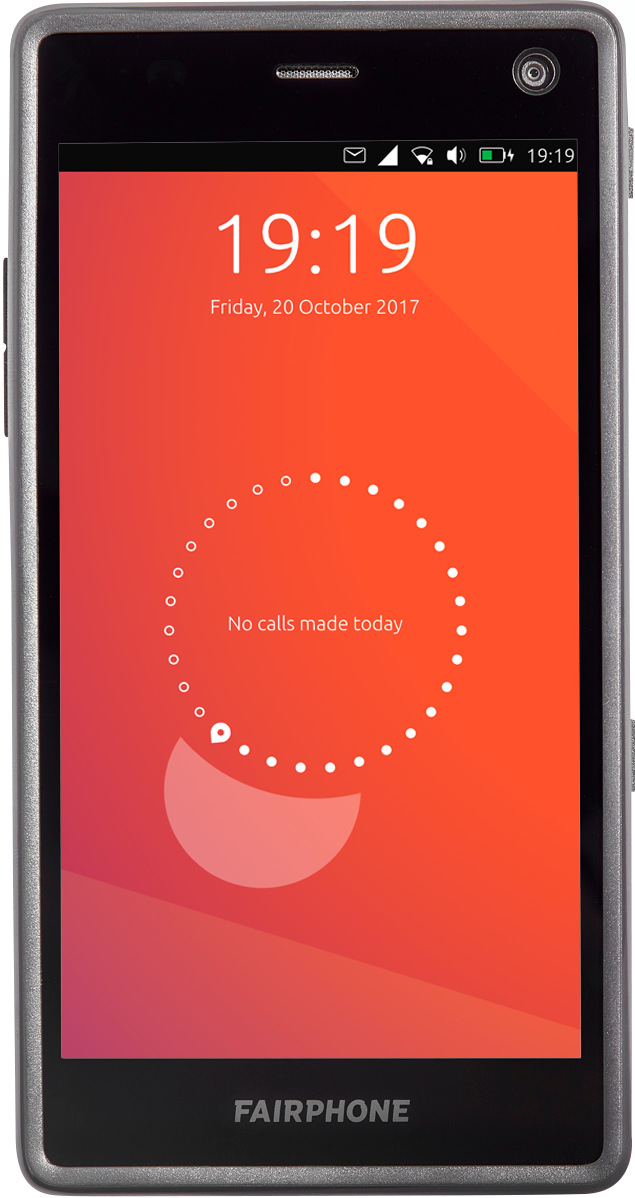
Ubuntu Touch がインストールされているFairphone2(英語版)のロック画面

2013年10月17日に、開発者とパートナー向けに、最初のバージョンである、Ubuntu Touch 1.0 をUbuntu 13.10と一緒にリリースした。カノニカルはGalaxy NexusとNexus 4を主にサポートしていたが、他のスマホやタブレットのためのイメージも提供した。
2014年4月17日にUbuntu14.04と一緒に、より広いテストとフィードバックのための比較的『安定した』ビルドをリリースした。
2013年2月21日の開発者プレビューとして、Samsung Galaxy S4 Google Editionを含む、特定のAndroid端末にインストールするために、プレビュー版が利用可能である。開発者は、ソフトウェアの変更と再配布を許可するライセンスの下で、すべてのソースコードにアクセスすることができる。
UbuntuTouchは2014年9月16日にメーカーにリリースされた。 世界初のUbuntuベースのスマートフォンである BQAquaris E4.5 Ubuntu Edition は、2015年2月9日にヨーロッパで発売された。 
2016年4月、世界初のUbuntuベースのタブレットであるBQ Aquaris M10 UbuntuEditionがリリースされた。 
2016年8月、OTA-3はAndroid 6.0のボードサポートパッケージをサポートすることが、発表された。 
2017年4月5日に、カノニカルがサポートを終了することを発表し、UBPortsに引き継がれた。
2018年8月、UBPortsはOTA-4をリリースし、UbuntuTouchのベースを、当初の Ubuntu15.04「VividVervet」 から Ubuntu16.04LTS「XenialXerus」 にアップグレードした。 
2022年2月、UBPortsはOTA-22をリリースした。今回もUbuntu16.04LTS「XenialXerus」をベースにしている。
2023年3月、UBPortsは、Ubuntu 20.04 LTS「Focal Fossa」ベースのUbuntu Touch安定版ビルド「Ubuntu Touch OTA-1 Focal Release」をリリースした。

## 特徴

### ロック画面
Ubuntu Touchの電源を入れても、ロック画面はすぐには表示されない。アプリケーションを開くと、必要に応じてロックを解除するようにユーザーに求めるためである。 ウェルカム画面にユーザーのステータスと最近のイベントが表示され、前月の Ubuntu Touch でのアクティビティを反映した円のデザインが完成する。 

### 含まれるアプリケーション

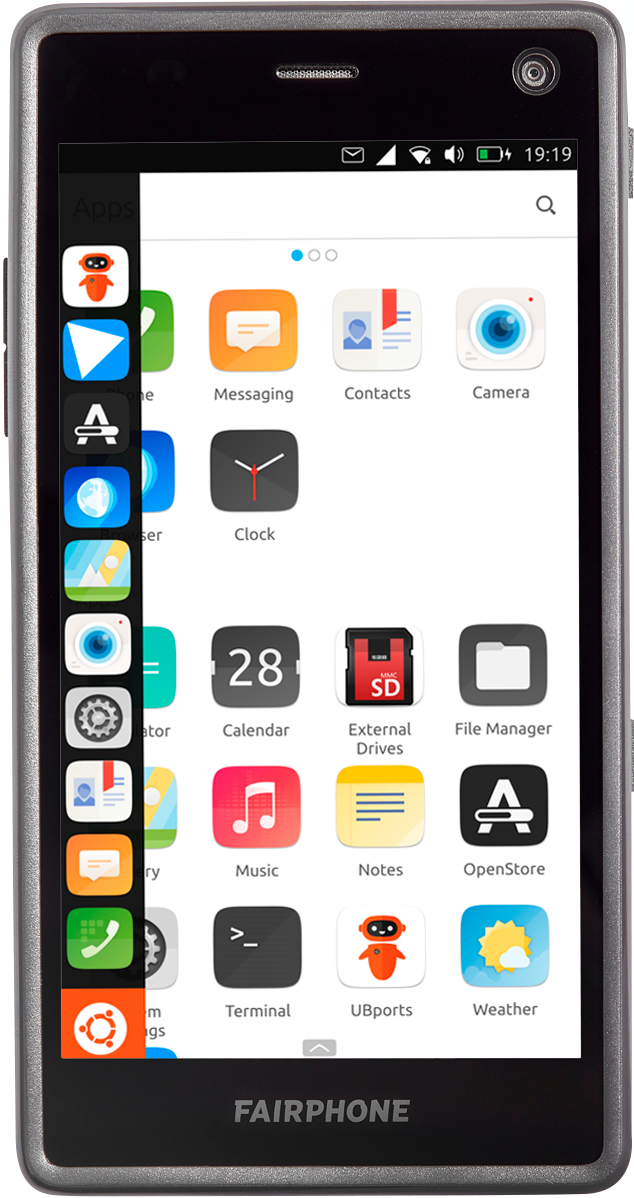
アプリスコープを表示するUbuntuTouchを実行しているFairphone2スマートフォン

Ubuntu Touchには、電卓、電子メールクライアント、目覚まし時計、ファイルマネージャー、さらには端末(ターミナル)などの基本的なアプリケーションが含まれている。現在、12以上の基本的なアプリケーションが開発されている。 ブラウザ、カレンダー、時計、ギャラリー、メモ、リマインダー、ターミナル、天気などの、UbuntuTouch アプリケーションを、デスクトップで動かすこともできる。 

### サイドステージ
サイドステージは2013年に導入され 、ユーザーは「正方形に近い形のウィンドウ」と「縦長のウィンドウ」の両方を並べて作業ができる。また、必要に応じてウィンドウの大きさを変更できる。  このように画面を分割できるようにすることで、マルチタスクの考え方を「さらに進化」させようとしている。発表動画では、メモアプリをウェブブラウザと一緒に使用したり、ユーザーが右端からスワイプしてFacebookアプリを再生中の動画の上に表示させたりする例が、紹介されている。

## デザイン
ユーザーは、画面の端からスワイプすることで、次のようなことができる。左端から短くスワイプすると、ランチャーに固定されているアプリケーションにすぐにアクセスでき、最後までスワイプすると、ユーザーが設定できるホームスコープが表示される。この操作は、ホーム画面および実行中のアプリから利用できる。 
画面の右端から短くスワイプをすると、前のアプリケーションに切り替わり、長くスワイプをすると、裏で開いているアプリの一覧が表示される。表示されたアプリケーションを縦にスワイプすることで裏で開いているアプリを終了することができる。 

## ターゲット市場
カノニカルの創設者であるマーク・シャトルワースは、パソコン用のUbuntuがよく知られている国で普及すると思っていた。例えば、コンピューターにUbuntuがプリインストールされているインドや中国などの発展途上国などである。ただし、これらの市場でのUbuntu Touch が成功するかどうかはわからない。 
オープンソース開発者の間でUbuntuが人気を博しているにもかかわらず、レガシーに縛られたビジネス市場への参入は、Ubuntuにとって引き続きやや困難である。 「BYOD (Bring Your Own Device)(仕事に個人の端末を使う)」方式を採用している企業は、すでにAndroidおよびiOSデバイスの使用に適応しており、Ubuntuがもたらすメリットは十分に考慮されていない可能性がある。 

## 要件

### ハードウェア
Ubuntu Touchでは、システムのCPUが特定のハードウェア機能をサポートしている必要がある。
|                          | 中間からハイエンドモデル |
| ------------------------ | ------------------------ |
| プロセッサアーキテクチャ | ARM Cortex-A7            |
| RAM(メモリ)              | 1 GB                     |
| ストレージ               | 8 GB eMMC                |
| マルチタッチ             | Yes                      |

|                          | エントリータブレット     | ハイエンドタブレット                  |
| ------------------------ | ------------------------ | ------------------------------------- |
| プロセッサアーキテクチャ | Dual-core ARM Cortex-A15 | Quad-core ARM Cortex-A15 or Intel x86 |
| RAM(メモリ)              | 2 GB                     | 4 GB                                  |
| ストレージ               | 8 GB                     | 8 GB                                  |
| 画面の大きさ             | 7〜10インチ              | 10〜12インチ                          |
| マルチタッチ             | 4 本                     | 4～10 本                              |
| デスクトップとしての使用 | No                       | Yes                                   |

### ソフトウェア
Ubuntu touchは、Androidで最初に登場した多くの電話にインストールできる。 これらのデバイスは、新しいOS用にドライバーを再コンパイルできるように、オープンソースツリーを提供する必要がある。 

## 市販のデバイス
- 2015年2月、 BQ Aquaris E4.5 Ubuntu  Editionは、 Ubuntu Touchがプリインストールされた最初のスマートフォンとなったが、 [34]欧州連合でのみ販売された。
- 2015年5月、 Meizu MX4 Ubuntu Editionが中国で発売され、2番目のUbuntuスマートフォンになる。 [35]
- 2015年6月9日、Ubuntu Touchを実行する別のスマートフォンであるAquaris E5 Ubuntu EditionをBQが発売。 [36]
- 2016年2月5日、2016年4月にリリースされた最初の商用Ubuntu TouchタブレットであるAquaris M10 Ubuntu EditionをBQが発表。 [37]
- 2016年4月、Meizu PRO 5 Ubuntu EditionプレミアムスマートフォンをMeizuがリリース。 [38]
- BQは、「コンバージェンス」を備えた最初のUbuntuスマートフォンにも取り組んでおり、発売日は2015年と2016年に予定されていた。 [39]
- Pine64のPinePhoneは、他の多くのFOSSモバイルOSとともにUbuntu Touchをサポートし、2019年11月15日に予約注文できるようになった。 [40]
- PurismとUBports Foundationは、 Ubuntu TouchをLibrem5で利用できるようにするために協力している。 [41]
- OTA-15以降、UBportsはFX TechnologyLtdをサポートしている。 F(x)tecPro1およびPro1X電話。 [42]
- Hallo Welt Systeme UGは、Ubuntu Touchを搭載したVolla Phoneを提供している。 [43]

## リンク
- UBports公式サイト